# Крижна Яма

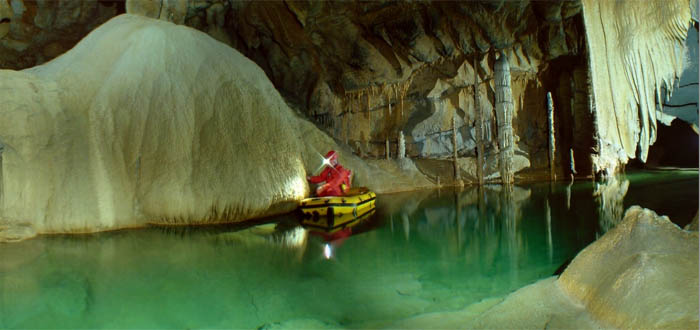
Пристань

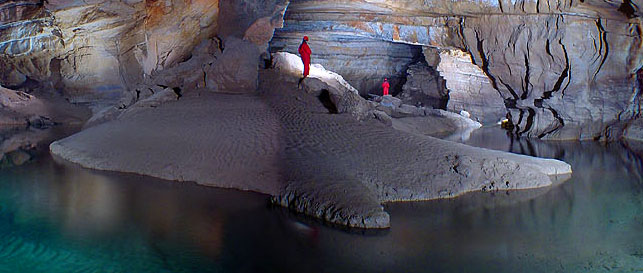
Підземний острів

Крижна Яма (словен. Križna jama) — в перекладі «печера Хреста», названа на честь церкви воздвиження Хреста Господнього в с. Подлож. Печера відома своєю мережею з понад 45 підземних озер води смарагдового кольору. Містячи 44 види організмів печера є четвертою у світі серед печерних систем за біорізноманіттям. Печера була вперше зареєстрована в 1832 році, але частина печери, яка включає в себе озера і потоки була вперше досліджена словенськими спелеологами в 1926 році. У печері були знайдені кістки печерного ведмедя. Поточна довжина печери: 8273 м . Глибина: -32 м.